# Chaetomium subtorulosum
Chaetomium subtorulosum är en svampart som beskrevs av Sergeeva 1965. Chaetomium subtorulosum ingår i släktet Chaetomium och familjen Chaetomiaceae.   Inga underarter finns listade i Catalogue of Life.